# Lingue dell'Angola
In Angola la lingua ufficiale è il portoghese, tuttavia diverse lingue bantu sono molto diffuse tra la popolazione. Un migliaio di abitanti parla lingue del gruppo khoisan.
La lingua ufficiale è il portoghese per motivi culturali, sociali e politici che risalgono alla storia coloniale. Si stima che sia la lingua madre per il 39% della popolazione, e seconda lingua per molti altri.
I cinque principali idiomi della famiglia bantu in Angola sono:
- lingua kikongo (codice ISO 639-3 kon), diffusa a nord del Paese e parlata da un milione di persone
- lingua kimbundu (kmb), presente a nord e nella provincia di Luanda, è la lingua di circa tre milioni di persone
- lingua chokwe (cjk), parlata ad est da circa mezzo milione di angolani
- lingua umbundu (umb), diffusa ad ovest ed usata da quattro milioni di persone
- lingua kwanyama (kua), parlata da circa quattrocentomila persone